# 须弥茜树
须弥茜树（学名：[Himalrandia lichiangensis] 错误：{{Lang}}：文本有斜体标记（帮助）），为茜草科须弥茜树属下的一个植物种。